# 沃爾納特里奇
沃爾納特里奇（英語：Walnut Ridge）是一個位於美國阿肯色州勞倫斯縣的城市。根據2020年美國人口普查，該地人口為5384人，而該地的面積約為43.05平方千米。同時該地也是勞倫斯縣的縣治。

## 地理
沃爾納特里奇的座標為36°04′21″N 90°57′25″W / 36.07250°N 90.95694°W，而該地的平均海拔高度為82米（即269英尺）。